# Balcarce (partido)
Le partido de Balcarce est une subdivision de la province argentine de Buenos Aires. Fondé en 1865, son chef-lieu est Balcarce.